# 周丹 (洪武進士)
周丹，浙江永嘉人。明朝进士、政治人物。

## 生平
洪武十八年，周丹中进士三甲第七十五名。授新华县丞。其为官廉洁勤勉，通过检验百姓贫富及税收，分类记载。遇到赋役，都随轻重而运用，使百姓不被赋税压迫且事情办理容易。后升任吏部考功司主事。